# Frieda Müller
Frieda Martha Emma Müller geborene Baumgart (* 22. Februar 1907 in Friedrichsfelde, Kreis Niederbarnim; † 17. Mai 1999 in Berlin-Hellersdorf) war eine deutsche Politikerin der Blockpartei DBD. Sie war Abgeordnete der Volkskammer der DDR.

## Leben
Die Tochter eines Arbeiters erlernte nach dem Besuch der Volksschule in Berlin den Beruf der Stenotypistin und arbeitete anschließend im Beruf. Als sie 1935 arbeitslos wurde, ging sie als Landarbeiterin nach Kaulsdorf.
Nach dem Krieg bewarb sie sich mit ihrem Ehemann Franz Müller (1903–1986) um eine Neubauernstelle und wurde 1947 Einzelbäuerin in Berlin-Kaulsdorf. 1949 begann sie, sich politisch zu betätigen, arbeitete in der Nationalen Front mit, trat dem DFD und der DBD bei und wurde stellvertretende Vorsitzende des DBD-Stadtverbandes von Groß-Berlin. 
Vom 17. Juni 1951 bis 1953 war sie Vorsitzende des DBD-Stadt- bzw. Bezirksvorstandes Berlin, anschließend wieder stellvertretende Vorsitzende. Von 1950 bis 1963 gehörte sie als Berliner Vertreterin und Mitglied der DBD-Fraktion der Volkskammer an. Gleichzeitig war sie Mitglied des Parteivorstandes der DBD.
Seit 17. Juli 1958 war sie Vorsitzende der im Beisein des stellvertretenden DDR-Ministerpräsidenten Paul Scholz neugegründeten LPG „Freie Erde“ in Berlin-Kaulsdorf. Sie war damit die erste weibliche Berliner LPG-Vorsitzende.

## Auszeichnungen
- 1955 Ehrennadel der Nationalen Front